# Myotis petax
Myotis petax — вид рукокрилих роду Нічниця (Myotis). Довгий час вважався підвидом Myotis daubentonii.

## Опис
Коричневе хутро зверху, білувате знизу. Вуха виглядають більш округлими, ніж у Myotis laniger.

## Поширення, поведінка
Проживання: Алтай і Сибір в Росії, Казахстан, Монголія, Китай (Маньчжурія), Японія.